# Jean-Raymond Tschumi
Ne doit pas être confondu avec Raymond Tschumi.
Pour les articles homonymes, voir Tschumi.
Jean-Raymond Tschumi, né le 21 octobre 1953 à Berne et mort le 29 juillet 2014 à Lausanne, était un poète, enseignant et écrivain vaudois.

## Biographie
Né d'une mère espagnole et d'un père jurassien, Jean-Raymond Tschumi passe son enfance et adolescence à Saint-Gall entre 1955 et 1972, puis suit des études de lettres à Lausanne (1972-79). 
Collaborateur littéraire au Nouveau Quotidien entre 1995 et 1996, il fut, dès 1984, maître de langue et littérature allemande et espagnole au Gymnase de la Cité à Lausanne. Pour Résurgences (Éditions L'Âge d'Homme) Jean-Raymond Tschumi obtient en 1991 le Prix Claude Sernet aux Rencontres poétiques de Rodez (France). Paraît en 1994 L'été disloqué (Éditions Éliane Vernay), puis en 1996 Un an à vif (Éditions Éliane Vernay), Climats en 1999 (Éditions de l'Aire) et Sel sur la plaie (2003) (Éditions de l'Aire). Jean-Raymond Tschumi est membre de l'AdS Autrices et auteurs de Suisse et de l'Association vaudoise des écrivains. 
Jean-Raymond Tschumi s'est éteint le 29 juillet 2014 à Lausanne après un cancer. 

## Sources
- « Jean-Raymond Tschumi », sur la base de données des personnalités vaudoises sur la plateforme « Patrinum » de la Bibliothèque cantonale et universitaire de Lausanne.
- 4e de couverture de Sel sur la plaie
- Avis de décès de Jean-Raymond Tschumi.